# Чезинали
Чезинали (итал. Cesinali) — коммуна в Италии, располагается в регионе Кампания, в провинции Авеллино.
Население составляет 2296 человек, плотность населения составляет 765 чел./км². Занимает площадь 3 км². Почтовый индекс — 83020. Телефонный код — 0825.
Покровителем коммуны почитается святой Сильвестр, папа Римский. Праздник ежегодно празднуется 31 декабря.